# Milan Domadenik
Milan Domadenik, slovenski policist, * 1936, † 2020.
Domadenik je bil načelnik UNZ Ljubljana-mesto in namestnik notranjega ministra.

## Odlikovanja in nagrade
Leta 1993 je prejel srebrni častni znak svobode Republike Slovenije z naslednjo utemeljitvijo: »za izjemne zasluge pri obrambi svobode in uveljavljanju suverenosti Republike Slovenije«.